# Zain Moghal
Zain Moghal ('s-Hertogenbosch, 11 januari 1996) is een Nederlandse voetballer die onder contract staat bij FC Den Bosch.

## Clubcarrière
Zain Moghal speelt al sinds de jeugd bij FC Den Bosch en speelde één jaargang in de gezamenlijke jeugdopleiding van FC Den Bosch en RKC Waalwijk, Brabant United. Sinds het seizoen 2015-2016 behoort hij tot het eerste elftal van FC Den Bosch. Hij maakte zijn debuut op 8 november 2015 in de met 4-2 gewonnen wedstrijd tegen FC Oss. Drie minuten voor tijd verving hij Denis Pozder. Moghal speelt bij voorkeur als buitenspeler.

## Statistieken
| Seizoen                  | Club           | Land           | Competitie     | Competitie | Competitie | Beker | Beker | Totaal | Totaal |
| Seizoen                  | Club           | Land           | Competitie     | Wed.       | Dlp.       | Wed.  | Dlp.  | Wed.   | Dlp.   |
| ------------------------ | -------------- | -------------- | -------------- | ---------- | ---------- | ----- | ----- | ------ | ------ |
| 2015/16                  | FC Den Bosch   | Nederland      | Eerste divisie | 4          | 0          | 0     | 0     | 4      | 0      |
| Carrièretotaal           | Carrièretotaal | Carrièretotaal | Carrièretotaal | 4          | 0          | 0     | 0     | 4      | 0      |
| Bijgewerkt op 7 mei 2016 |                |                |                |            |            |       |       |        |        |